# Кабалье, Монсеррат
Мон(т)серра́т Кабалье́ (Montserrat Caballé; полное имя Мари́я де Монсерра́т Бибиа́на Консепсьо́ Кабалье́-и-Фолк, кат. Maria de Montserrat Bibiana Concepción Caballé i Folch; 12 апреля 1933, Барселона — 6 октября 2018, там же) — испанская (каталонская) оперная певица (лирическое колоратурное сопрано). Наряду с Викторией де Лос Анхелес и Тересой Берганса считается крупнейшей испанской оперной певицей в истории. Мать певицы Монсеррат Марти, с которой часто выступала.
Прославилась лёгкостью и непринуждённостью верхних нот, исключительным легато и нежнейшим пианиссимо. Блистала главным образом в итальянских операх эпохи бельканто (Беллини, Доницетти) и в репертуаре Верди, но за полувековую карьеру исполняла и многие иные партии — от Памины до Изольды, от Ярославны до Турандот. Её репертуар включал 88 ролей и около 800 камерных произведений. 
За пределами мира оперного искусства известна по совместному альбому с Фредди Меркьюри — Barcelona (1988). Заглавная песня, посвящённая родному городу Кабалье — Барселоне, стала одной из двух официальных песен летних Олимпийских игр 1992 года, проходивших в столице Каталонии. 

## Биография

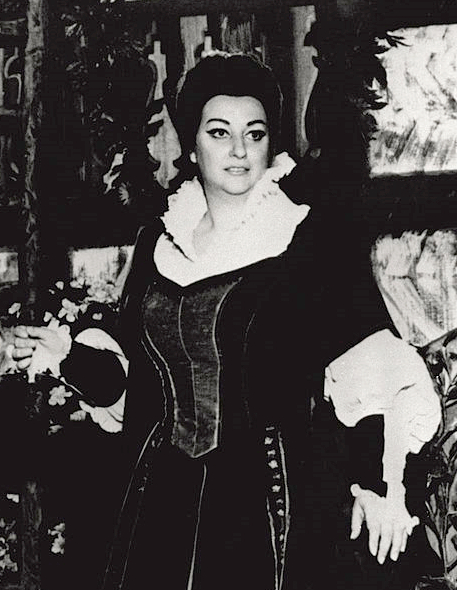
Кабалье в 1969 году

Монсеррат Кабалье родилась 12 апреля 1933 года в Барселоне в весьма небогатой семье. Имя получила в честь духовного сердца Каталонии — монастыря Монсеррат. В детстве заслушивалась принадлежавшими отцу пластинками тенора Мигеля Флеты; особенно же впечатляла будущую «королеву пианиссимо» его способность подавать высокие ноты с изумительной мягкостью и контролем.
Обучалась в консерватории при барселонском театре «Лисео» и окончила её в 1954 году с золотой медалью. В 1956 году поступила в Базельскую оперу, где в её репертуар вошли роли Тоски, Аиды, Арабеллы, Саломеи и Ярославны. На сцене театра «Лисео» дебютировала 7 января 1962 года в опере «Арабелла». 
Между 1956 и 1965 годами Монсеррат Кабалье пела в оперных театрах разных городов Европы — Бремена, Милана, Вены, Лиссабона. Международная известность пришла к Кабалье в 1964 году, когда она с блеском исполнила в Мехико партию Манон в одноимённой опере Массне, и год спустя, когда в связи с беременностью Мэрилин Хорн она заменила последнюю на сцене «Карнеги-холла» в партии Лукреции Борджиа в одноимённой опере Гаэтано Доницетти. Триумф Кабалье был столь велик, что публика устроила певице 20-минутную овацию. Газета «Нью-Йорк Таймс», озаглавив рецензию «Каллас + Тебальди = Кабалье», писала:
Мисс Кабалье достаточно было спеть первый романс… и стало ясно, что она не только обладает чистым и прекрасным голосом, но и превосходно владеет вокальным мастерством… Она может парить на pianissimo в высочайшем регистре, полностью контролируя каждую ноту, а при наивысшей громкости голос не теряет ясности и точности контура…
Газета «Геральд Трибюн» также писала:
Никакая предварительная реклама не могла бы предвосхитить исключительности впечатления, которое эта статная женщина, будто сошедшая с полотен Гойи, произвела на аудиторию, уже испорченную такими звёздами, как Каллас и Сазерленд. Когда Кабалье спела свою первую арию… что-то изменилось в атмосфере. На секунду показалось, что люди перестали дышать…
В том же 1965 году Кабалье по личному приглашению Рудольфа Бинга дебютировала в «Метрополитен-опере» (Нью-Йорк), где исполнила партию Маргариты в «Фаусте». После этого выступала на сцене «Метрополитен-оперы» вплоть до 1988 года. Среди лучших партий, исполненных на сцене прославленного театра: Луиза в «Луизе Миллер», Леонора в «Трубадуре», Виолетта в «Травиате», Дездемона в «Отелло», Аида, Норма в одноимённой опере Винченцо Беллини.
В театре «Ла Скала» дебютировала 24 января 1970 года (также в партии Лукреции Борджии). В последующие годы воплотила на этой сцене образы Марии Стюарт, Нормы, Луизы Миллер, Анны Болейн. С 1972 года периодически выступала на сцене «Ковент-Гардена» в Лондоне (дебют в партии Виолетты в «Травиате»).
Во время гастролей «Ла Скала» в Москве летом 1974 года певица, достигшая к тому времени пика своих вокальных возможностей, трижды с огромным успехом исполнила партию Нормы. В Москве она встретила родственников своей матери, которые в 1930-е годы во время Гражданской войны в Испании эмигрировали в Советский Союз. Впоследствии не раз бывала и выступала в России. В частности, в ноябре 2000 года приняла участие в московском благотворительном концерте-акции фонда «Мир Искусства» «Звезды мира — детям».

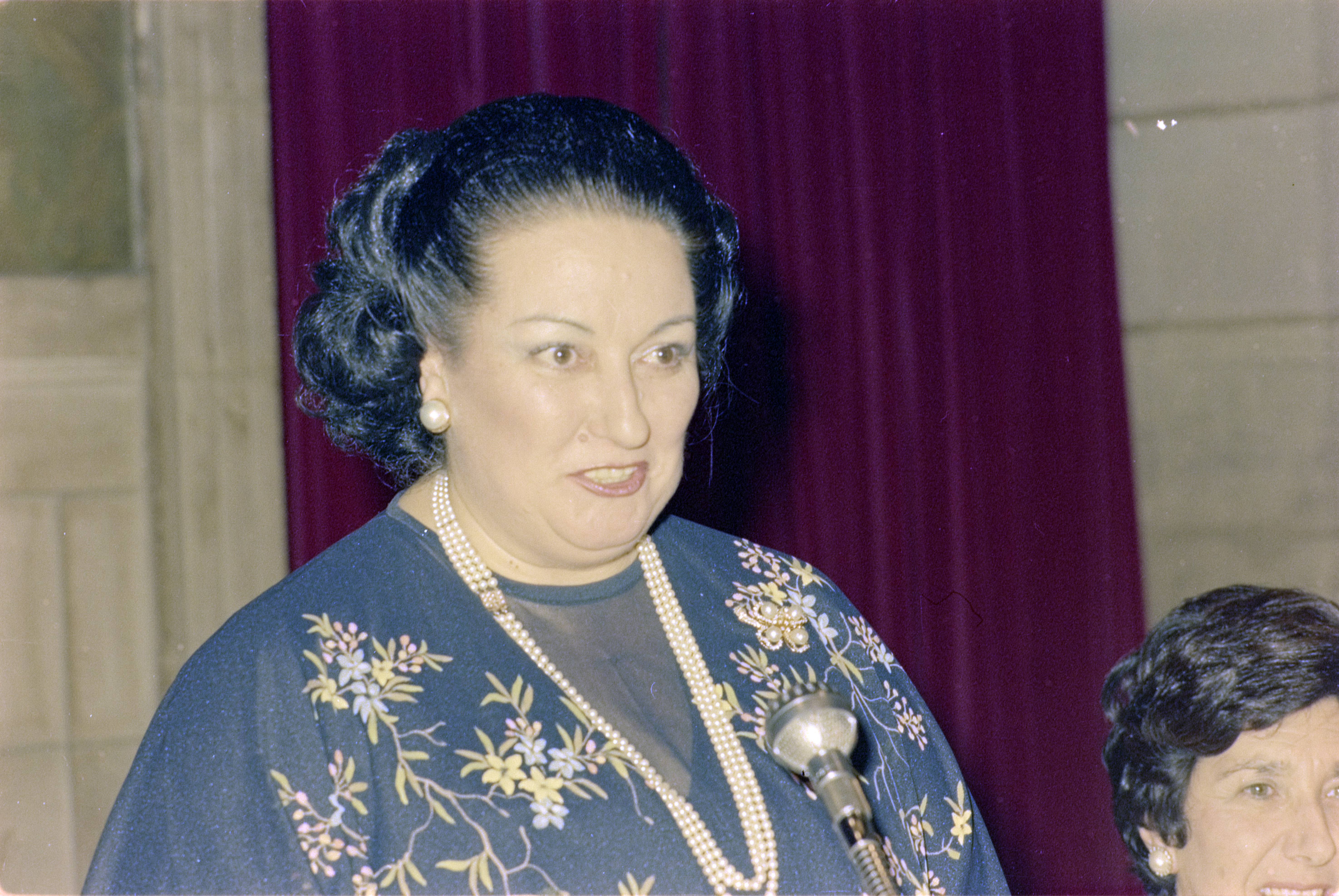
Монсеррат Кабалье в 1982 году.

Творческая карьера Кабалье продолжалась более полувека. Она выступала по всему миру с такими мастерами оперной сцены, как Лучано Паваротти и Пласидо Доминго, исполнив почти 90 ролей и около 800 камерных произведений, и достигла редкой для её профессии медийной узнаваемости. Поклонники называли её La Superba — «превосходная». В 1997 году она основала конкурс певцов в Андорре.
В 1988 году Кабалье совместно с вокалистом группы Queen Фредди Меркьюри выпустила альбом Barcelona. Одноимённая главная песня альбома, посвящённая родному городу певицы, стала одной из двух официальных песен летних Олимпийских игр 1992 года, проходивших в столице Каталонии. Предполагалось, что Кабалье и Меркьюри исполнят композицию вживую на церемонии открытия, однако за 9 месяцев до этого, в ноябре 1991 года Фредди умер, поэтому песня прозвучала в записи. Впоследствии она продолжала сотрудничать с деятелями популярной музыки. Так, в 1997 году совместно со швейцарской рок-группой Gotthard была записана рок-баллада «One Life One Soul». 
Во время визита в Армению 4 июня 2013 года Кабалье посетила и непризнанную Нагорно-Карабахскую Республику. Президент НКР Бако Саакян лично принял оперную певицу. Приезд Кабалье в Нагорный Карабах вызвал недовольство со стороны Азербайджана, так как его власти рассматривают территорию, контролируемую НКР, как оккупированную. В связи с поездкой, посольство Азербайджана вручило ноту протеста Министерству иностранных дел Испании. В ноте было указано, что Кабалье не получит азербайджанской визы, так как становится персоной нон грата. 7 июня президент Армении Серж Саргсян подписал указ о награждении Кабалье орденом Почёта.

### Личная жизнь и судебное преследование

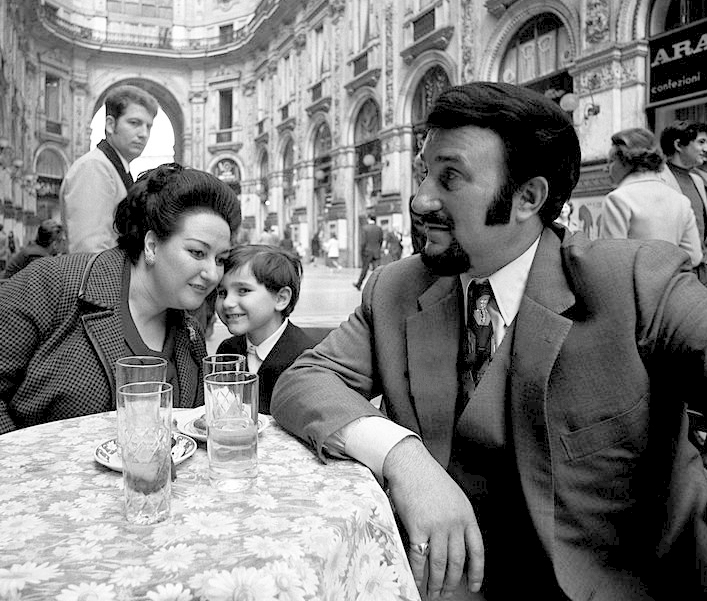
Монсеррат Кабалье с семьёй (фото 1971 года)

В 1964 году певица вышла замуж за арагонского тенора Бернабе Марти (1928-2022). В 1966 году родился сын Бернабе, в 1972 году — дочь Монсеррат.
В декабре 2015 года барселонский суд приговорил Монсеррат Кабалье к шести месяцам тюрьмы за мошенничество. Певицу обвинили в неуплате налогов в качестве физического лица в 2010 году в испанскую казну. М. Кабалье формально числилась жителем Андорры, что и позволило ей не платить налоги в Испании. Однако прокуратура установила, что певица использовала свою регистрацию в Андорре с единственной целью — избежать уплаты налогов, хотя сама постоянно жила в Барселоне.
Наказание М. Кабалье отбывала условно. Певица признала свою вину — в зале заседания она лично не присутствовала, а показания давала по видеосвязи, сославшись на плохое состояние здоровья. Кроме того, 82-летняя М. Кабалье должна была выплатить штраф в размере 254 231 евро. Певица также не смогла получать государственную помощь в течение полутора лет и должна была выплатить ещё 72 тыс. евро в качестве процентов за просроченные платежи.

### Болезнь и смерть
В январе 2002 года М. Кабалье сообщила журналистам, что к моменту её последнего выступления на оперной сцене в «Ковент Гарден» в 1992 году врачи объявили ей, что она неизлечимо больна раком и жить ей осталось год-два. Кабалье предложили срочную операцию, но она отказалась. После специального курса лечения певице стало лучше, ей снова «захотелось жить и петь». Тем не менее врачи посоветовали М. Кабалье не подвергать себя стрессам, а на оперной сцене, по её словам, она очень волнуется и переживает. Именно поэтому певица решила ограничиться сольными выступлениями.
В 2012 году после 10-летнего перерыва, она вернулась на сцену и выступила в оперном театре «Лисео» в Барселоне в роли Екатерины Арагонской в опере Сен-Санса «Генрих VIII». Несмотря на периодические выступления (обычно вместе с дочерью), в последние десять лет жизни Кабалье передвигалась с помощью костылей или инвалидной коляски. Проблемы с ногами у неё появились после автокатастрофы в 2002 году.
В июне 2010 года во время концерта Кабалье упала и серьёзно повредила левое колено, после полученной травмы она продолжительное время находилась на лечении. Накануне концерта в Екатеринбурге певица 17 октября 2012 года упала в обморок в своём номере в Атриум-Палас-отеле и, падая, сломала руку; была доставлена в областную больницу, где медики диагностировали микроинсульт и повреждение плеча. Однако она отказалась от госпитализации в России и предпочла вернуться в Барселону. 20 октября она была помещена в отделение интенсивной терапии больницы Сан-Пау в Барселоне. Из-за болезни ей пришлось отменить ряд концертов. После 2014 года Кабалье уже не выступала на сцене.
В середине сентября 2018 года она была госпитализирована в больницу из-за проблем с желчным пузырём. Скончалась 6 октября 2018 года на 86-м году жизни в больнице «Сан-Пау» Барселоны. Представитель больницы заявил, что причина смерти оперной звезды обнародована не будет по просьбе её семьи. Церемония прощания с певицей состоялась 7 октября в Лес-Кортс. На следующий день прошла траурная церемония с участием королевы Испании и премьер-министра страны Педро Санчеса. Похоронена на барселонском кладбище Сант-Андреу, рядом с родителями.

## Репертуар

Монсеррат Кабалье на фестивале Баха (1988)

Изюминкой вокального стиля Кабалье считалось умение переходить от мощных, полнозвучных высоких нот к самым нежным, парящим, воздушным пианиссимо, которые вплетались в музыкальную ткань с почти неземной тонкостью и отлично поддерживались дыханием. К выдающимся вокальным достижениям Кабалье относятся:
- партия Нормы в одноимённой опере Винченцо Беллини: один из самых известных спектаклей с участием Кабалье был записан на сцене древнеримского театра в городе Оранж 20 июля 1974 года (партнёр — Джон Викерс); в рамках московских гастролей театра «Ла Скала» спектакль от 23 июня того же года был записан Центральным телевидением СССР;
- партия Имоджене в опере Винченцо Беллини «Пират» — партия из репертуара эпохи бельканто и, по признанию самой Кабалье, самая трудная в её репертуаре за всю карьеру[35]; запись по трансляции с фестиваля «Флорентийский музыкальный май» (июнь 1967 года);
- партия королевы Елизаветы в опере Гаэтано Доницетти «Роберто Деверё» — Кабалье исполняла её неоднократно и в разные периоды своей карьеры. Одна из самых известных записей сделана 16 декабря 1965 года (концертное исполнение в «Карнеги-холле», Нью-Йорк);
- партия Леоноры в «Трубадуре» Джузеппе Верди — запись по трансляции из Флоренции в декабре 1968 года, дирижёр Томас Шипперс; также видеозапись 1972 года из Оранжа, где Монсеррат Кабалье выступала вместе с Ириной Архиповой.

Винченцо Беллини
- «Пират» — Имоджене
- «Чужестранка» — Алида
- «Норма» — Норма / Адальджиза
- «Пуритане» — Эльвира

Арриго Бойто
- «Мефистофель» — Елена / Маргарита

Александр Бородин
- «Князь Игорь» — Ярославна

Луиджи Керубини
- «Демофонт» — Дирцея
- «Медея» — Медея

Франческо Чилеа
- «Адриенна Лекуврёр» — Адриана Лекуврёр

Эжен д’Альбер
- «Равнина» — Марта

Гаэтано Доницетти
- «Театральные удобства и неудобства» — Корилла Скортичини
- «Анна Болейн» — Анна Болейн
- «Санча Кастильская» — Санча
- «Паризина д'Эсте» — Паризина
- «Лукреция Борджиа» — Лукреция
- «Джемма ди Верджи» — Джемма
- «Мария Стюарт» — Мария Стюарт
- «Лючия ди Ламмермур» — Лючия
- «Роберто Деверё» — Елизавета I
- «Дочь полка» — Маркиза ди Беркенфилд
- «Катерина Корнаро» — Катерина

Антонин Дворжак
- «Армида» — Армида

Умберто Джордано
- «Андре Шенье» — Маддалена

Кристоф Виллибальд Глюк
- «Армида» — Армида
- «Ифигения в Тавриде» — Ифигения

Шарль Гуно
- «Фауст» — Маргарита

Георг Фридрих Гендель
- «Юлий Цезарь в Египте» — Клеопатра

Руджеро Леонкавалло
- «Паяцы» — Недда

Пьетро Масканьи
- «Сельская честь» — Сантуцца

Жюль Массне
- «Иродиада» — Саломея
- «Манон» — Манон
- «Клеопатра» — Клеопатра

Джакомо Мейербер
- «Африканка» — Селика

Вольфганг Амадей Моцарт
- «Свадьба Фигаро» — графиня Альмавива
- «Дон Жуан» — Донна Эльвира / Донна Анна
- «Так поступают все» — Фьордилиджи
- «Волшебная флейта» — Первая дама

Джованни Пачини
- «Саффи» — Саффи

Амилькаре Понкьелли
- «Джоконда» — Джоконда

Джакомо Пуччини
- «Манон Леско» — Манон
- «Богема» — Мими
- «Мадам Баттерфляй» — Чио-Чио-сан
- «Тоска» — Флория Тоска
- «Турандот» — Лиу / Турандот

Генри Пёрселл
- «Дидона и Эней» — Дидона

Отторино Респиги
- «Пламя» — Сильвана

Джоаккино Россини
- «Турок в Италии» — Донна Фьорилла
- «Елизавета, королева Англии» — Елизавета I
- «Севильский цирюльник» — Розина
- «Гермиона» — Гермиона
- «Дева озера» — Елена
- «Семирамида» — Семирамида
- «Путешествие в Реймс» — Мадам Кортезе
- «Вильгельм Телль» — Матильда

Камиль Сен-Санс
- «Генрих VIII» — Екатерина Арагонская

Антонио Сальери
- «Данаиды» — Гипермнестра

Гаспаре Спонтини
- «Весталка» — Юлия
- «Агнесса фон Гогенштауфен» — Агнесса

Иоганн Штраус
- «Летучая мышь» — Розалинда

Рихард Штраус
- «Ариадна на Наксосе» — Примадонна / Ариадна
- «Кавалер розы» — Маршальша

Джузеппе Верди
- «Эрнани» — Эльвира
- «Жанна д'Арк» — Жанна д'Арк
- «Разбойники» — Амалия
- «Корсар» — Гульнара
- «Луиза Миллер» — Луиза
- «Трубадур» — Леонора
- «Травиата» — Виолетта
- «Сицилийская вечерня» — Елена
- «Арольдо» — Мина
- «Бал-маскарад» — Амелия
- «Сила судьбы» — Леонора
- «Дон Карлос» — Елизавета Валуа
- «Аида» — Аида
- «Отелло» — Дездемона

Рихард Вагнер
- «Тангейзер» — Елизавета / Венера
- «Валькирия» — Зиглинда
- «Тристан и Изольда» — Изольда
- «Парсифаль» — Девушка-цветок

## Награды и звания
Государственные
- Орден Изабеллы Католической степени дамы-командора (1966)[36][37].
- Орден Альфонсо X Мудрого степени кавалера Большого креста (1975)[38].
- Медаль Туристических заслуг[исп.] (1988)[39].

Общественные
- Золотая медаль Большого театра «Лисео»[кат.] (1966)[40].
- Национальная премия в области музыки[англ.] (1988)[41].
- Золотая медаль «За заслуги в изящных искусствах»[англ.] (1973)[42].
- Золотая медаль Женералитета Каталонии[англ.] (1982)[43].
- Премия принца Астурийского в области искусства[исп.] (1991)[44].
- Степень почётного доктора Политехнического университета Валенсии[англ.] (1999)[45].
- Премия «Ópera Actual[исп.]» (2002)[46].
- Национальная премия Каталонии в области музыки[англ.] (2003)[47].
- Премия почёта[исп.] в области музыки[исп.] (2004)[48].
- Степень почётного доктора Международного университета Менендес Пелайо[англ.] (2008)[49][50][51].
- Степень почётного доктора Барселонского университета (2010)[52].
- Международная медаль Мадрида в области искусств (2013)[53][54][55].
- Золотая медаль Королевского художественного кружка Барселоны[исп.] (2017)[56][57].

Государственные
- Орден Искусств и литературы степени командора (Франция, 1986)[58][59].
- Орден Дружбы (Россия, 1 сентября 1997 года) — за большой личный вклад в укрепление и развитие культурного сотрудничества между Россией и Испанией, активную благотворительную деятельность[60].
- Орден «За заслуги перед Федеративной Республикой Германия» степени кавалера Командорского креста (Германия, 2003)[61][62].
- Орден Почётного легиона степени кавалера (Франция, 2005)[63][64].
- Орден княгини Ольги I степени (Украина, 20 апреля 2006 года) — за выдающиеся личные заслуги в обогащении мировой оперной сокровищницы, развития украинско-испанских культурных связей, многолетнюю подвижническую творческую деятельность[65][66].
- Орден «За заслуги перед Итальянской Республикой» степени кавалера Большого креста (Италия, 2009)[67].
- Орден Почёта (Армения, 7 июня 2013 года) — за большой вклад в мировую музыку[22].

Общественные
- Премия «Грэмми» в категории «Лучшее классическое вокальное сольное исполнение[англ.]» — «Rossini: Rarities» (США, 1968)[68][69].
- Премия «Грэмми» в категории «Лучшая оперная запись[англ.]» — «Puccini: La Boheme» (США, 1974)[68][70].
- Премия «Грэмми» в категории «Лучшая оперная запись[англ.]» — «Mozart: Cosi Fan Tutte» (США, 1975)[68][71].
- Звание «Посол доброй воли ЮНЕСКО[англ.]» (ООН, 1994)[72].
- Премия «Echo Klassik[англ.]*» в категории «Певец года» — «Hijo de la luna» (Германия, 1996)[73].
- Степень почётного доктора Российского химико-технологического университета (Россия, 2000)[74].
- Премия «Echo Klassik[англ.]*» в категории «Специальный приз» (Германия, 2000)[75].
- Премия «Echo Klassik[англ.]*» в категории «Жизненные достижения» (Германия, 2007)[76].
- Премия «Латинская Грэмми» в категории «Лучший классический альбом» — «La Canción Romántica Española» (США, 2007)[77].
- Почётное звание «Каммерзенгер» Венской государственной оперы (Австрия, 2007)[78][79].
- Премия Gramophone в области классической музыки в категории «Жизненные достижения»[англ.] (Великобритания, 2007)[80].
- Введение в Зал славы[англ.] журнала «Gramophone» (Великобритания, 2013)[81][82][83].
- Международная профессиональная музыкальная премия «BraVo» — специальный приз «За вклад в мировую музыкальную культуру» (посмертно) (Россия, 2019)[84][85].